# Prothaumatelson carinatum
Prothaumatelson carinatum är en kräftdjursart. Prothaumatelson carinatum ingår i släktet Prothaumatelson och familjen Stenothoidae. Inga underarter finns listade i Catalogue of Life.